# Оливник білогорлий
Оли́вник білогорлий (Iole charlottae) — вид горобцеподібних птахів родини бюльбюлевих (Pycnonotidae). Ендемік Калімантану. Раніше вважався конспецифічним з малазійським оливником.

## Поширення і екологія
Білогорлі оливники живуть у вологих тропічних лісах Калімантану.

## Збереження
МСОП класифікує стан збереження цього виду як близький до загрозливого. Білогорлим оливникам загрожує знищення природного середовища.